# Haye Galama

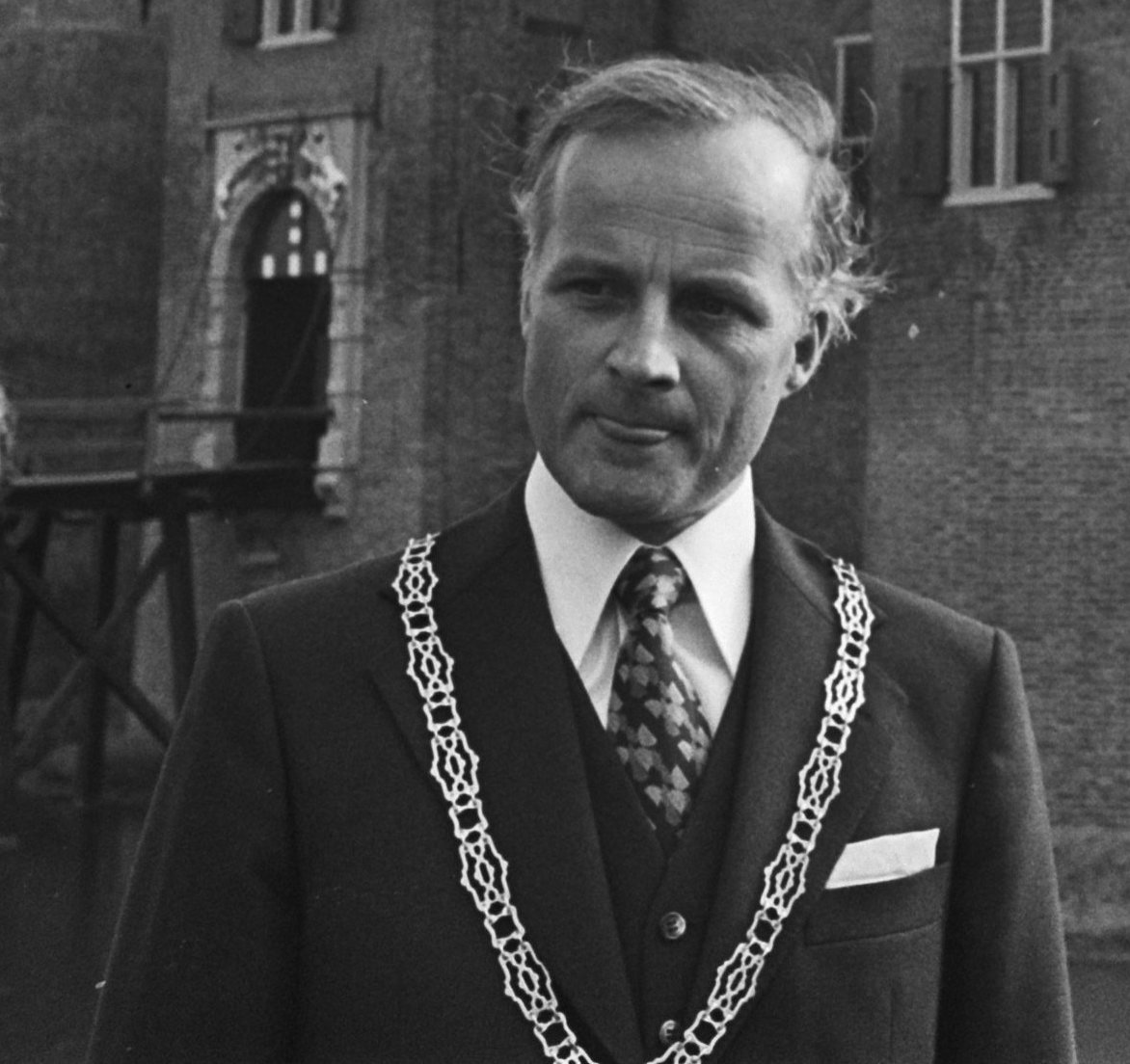
Burgemeester mr. H.T.M. Galama (1976)

Haye Titus Maria Galama (Tjerkwerd, 29 juli 1938) is een Nederlands politicus van de KVP en later het CDA.
Op kostschool in Roermond heeft hij gymnasium gedaan en in 1958 ging hij medicijnen studeren aan de Katholieke Universiteit Nijmegen. In 1962 gaf hij die studie op waarna hij zijn dienstplicht vervulde. Daarna ging Galama het bedrijfsleven in en werkte onder ander ruim een half jaar in Canada. Hierna begon hij een rechtenstudie die hij wel afmaakte. Vervolgens ging hij werken bij de afdeling algemene zaken van de gemeente Noordwijkerhout. In juni 1974 werd hij de burgemeester van Ammerzoden en in oktober 1980 volgde zijn benoeming tot burgemeester van Elst wat Galama zou blijven tot die gemeente op 1 januari 2001 fuseerde met Heteren en Valburg tot de nieuwe gemeente Overbetuwe waarmee aan zijn burgemeesterschap een einde kwam.